# 丹下保夫
丹下 保夫（たんげ やすお、1916年〈大正5年〉11月16日 - 1966年〈昭和41年〉11月12日）は、日本の体育学者。東京教育大学教授。
茨城県出身。1946年（昭和21年）に東京文理科大学教育学科を卒業。水戸市五軒小学校の訓導、東京女子高等師範学校講師、東京高等師範学校助教授、東京教育大学体育学部助教授を経て、同大学の教授を務める。「運動文化の獲得、継承、発展が体育の本質である」とする理論を築き、1955年（昭和30年）に学校体育研究同志会を組織する。1966年（昭和41年）に49歳で死去。

## 著書・編書
- 『体育カリキュラム 上巻』 前川峯雄との共著、教育科学社、1949年、国立国会図書館書誌ID:028883582
- 『体育カリキュラム 下巻』 前川峯雄との共著、教育科学社、1949年、国立国会図書館書誌ID:028883583
- 『体育単元の構成と展開』 教育文化出版社、1950年、全国書誌番号:50001832
- 『中学体育の技術指導 : 生徒の運動のよろこびを高める技術の系統』 丹下保夫編、明治図書出版、全国書誌番号:60015353
- 『体育原理 上』 逍遥書院、1961年、全国書誌番号:62002074
- 『体育原理 下』 逍遥書院、1961年、全国書誌番号:62002260
- 『仲間づくりの体育』 江橋慎四郎、加藤橘夫、丹下保夫編、ベースボールマガジン社、1961年、全国書誌番号:62000701
- 『おくれた子どもの体育指導』 江橋慎四郎、加藤橘夫、丹下保夫編、ベースボールマガジン社、1961年、全国書誌番号:62001601
- 『運動会と課外体育』 江橋慎四郎、加藤橘夫、丹下保夫編、ベースボールマガジン社、1962年、全国書誌番号:62000533
- 『中学校体育科指導細案』 丹下保夫編、明治図書出版、1962年、全国書誌番号:62004127
- 『体育技術と運動文化』 明治図書出版、1963年、全国書誌番号:63008184
- 『中学校体育行事・運動部の指導』 丹下保夫、瀬畑四郎共編、明治図書出版、1965年、全国書誌番号:65002818
- 『小学校体育行事の計画と展開』 丹下保夫編著、明治図書出版、1965年、全国書誌番号:65003554
- 『体育原理 上』 逍遥書院、1979年、全国書誌番号:23275632
- 『体育原理 下』 逍遥書院、1979年、全国書誌番号:23275640
- 『体育技術と運動文化』 大修館書館、1985年、全国書誌番号:86014604
- 『戦後における学校体育の研究 : 丹下保夫先生遺稿集』 不昧堂出版、1987年、ISBN 4-8293-0222-4

## 関連文献
- 学校体育研究同志会 編『国民運動文化の創造』 大修館書館、1989年、ISBN 9784469261578